# Imranur Rahman
Pour les articles homonymes, voir Rahman (homonymie).
Imranur Rahman (né le 5 juillet 1993 à Londres, Royaume-Uni) est un athlète bangladais, spécialiste des épreuves de sprint.

## Biographie
Imranur Rahman naît à Londres, de parents bangladais originaires de la région du Sylhet. Il grandit ensuite à Sheffield, puis étudie à l'Université de Birmingham. D'abord amateur de football, il se tourne vers la pratique de l'athlétisme à l'âge de 19 ans. 
En 2021, il fait le choix de représenter le Bangladesh lors des compétitions internationales. 
En février 2023, il remporte le 60 m des championnats d'Asie en salle en courant 6 s 59, nouveau record national. Rahman décroche la première médaille d'or de l'histoire de son pays dans cette compétition. En juillet de la même année, il court 10 s 25 lors des séries des championnats d'Asie cependant, en demi-finales, il échoue à réitérer sa performance et ne parvient pas à se qualifier en finale. 

## Palmarès
| Date | Compétition                     | Lieu       | Résultat          | Épreuve | Temps   |
| ---- | ------------------------------- | ---------- | ----------------- | ------- | ------- |
| 2022 | Championnats du monde en salle  | Belgrade   | ½ finale          | 60 m    | 6 s 64  |
| 2022 | Championnats du monde           | Eugene     | Tour préliminaire | 100 m   | 10 s 47 |
| 2022 | Jeux du Commonwealth            | Birmingham | Séries            | 100 m   | 10 s 46 |
| 2022 | Jeux de la solidarité islamique | Konya      | 6e                | 100 m   | 10 s 17 |
| 2023 | Championnats d'Asie en salle    | Astana     | 1er               | 60 m    | 6 s 59  |
| 2023 | Championnats d'Asie             | Bangkok    | ½ finale          | 100 m   | 10 s 40 |

## Records
| Épreuve | Épreuve   | Marque      | Lieu    | Date            |
| ------- | --------- | ----------- | ------- | --------------- |
| 60 m    | En salle  | 6 s 59 (NR) | Astana  | 11 février 2023 |
| 100 m   | Plein air | 10 s 25     | Bangkok | 13 juillet 2023 |